# اسم محدد (علم الحيوان)
حسب القانون الدولي للتسمية الحيوانية فإنَّ الاسم المُحدد أو الاسم المُخصص (بالإنجليزية: specific name)‏ هو الجُزء الثاني (الاسم الثاني) من الاسم العلمي للنوع (تسمية ثنائية). يكون الاسم الأول من النوع هو اسم الجنس.
مثلًا، الاسم العلمي للإنسان هو (Homo sapiens)، ويتكون من اسمين: (Homo) هو اسم الجنس و(sapiens) هو الاسم المُحدد.